# Quattuordeciljon
Quattuordeciljon är talet 1084 i tiopotensnotation, och kan skrivas med en etta följt av 84 nollor, alltså
1 000 000 000 000 000 000 000 000 000 000 000 000 000 000 000 000 000 000 000 000 000 000 000 000 000 000 000 000.
Ordet quattuordeciljon kommer från det latinska prefixet quattuordeca- (fjorton) och med ändelse från miljon.
En quattuordeciljon är lika med en miljon tredeciljoner eller en miljondel av en quindeciljon.
En quattuordeciljondel är 10−84 i tiopotensnotation.